# Porky à Zinzinville
Pour plus de détails, voir Fiche technique et Distribution.
Porky à Zinzinville (Porky in Wackyland) est un cartoon Looney Tunes américain en noir et blanc et réalisé en 1938 par Bob Clampett. Il met en scène Porky Pig à la recherche du dernier des dodos. En 1949, Friz Freleng a réalisé un remake en couleurs dans la série Merrie Melodies intitulé À la recherche du dodo perdu (titre original : Dough for the Do-Do). Le dodo aperçu dans le cartoon sera connu plus tard sous le nom de Yoyo Dodo.

## Synopsis
Dans les journaux, il est écrit que Porky s'en va chasser le dernier des dodos, pour 9 000 000 000 000 $. De ce fait, Porky l'affirme. À bord de son avion, il atterrit sur l'Afrique très très très noire. Porky lit un panneau marqué :  « Bienvenue à Zinzinville. Tout peut arriver. Population : 100 « noix » stupides et un écureuil. »
Le cochon est d'abord surpris par un monstre qui s'avère être généreux puis voit 4 personnes faire lever le Soleil en faisant une pyramide humaine. On voit alors défiler des spécimens de cette « population de dingues ». Ensuite, Porky rencontre un homme qui a des informations concernant le dodo. Intronisé, le dodo commence par marcher sur Porky puis lui fait peur en émettant un son. La course-poursuite finit avec le dodo qui lance une brique sur Porky (qui en pleure).
Porky roule le dodo en faisant croire qu'il a déjà attrapé le dernier des dodos. Ce dernier lui demande où se trouve le dernier des dodos. Alors Porky le frappe en disant : « Il est là ! ». Mais il suffit à l'oiseau d'affirmer avec sa très nombreuse famille que Porky a attrapé le dernier des dodos pour contredire celui-ci dans les faits.